# Trpeza (Kuršumlija)
Pour les articles homonymes, voir Trpeza.
Trpeza (en serbe cyrillique : Трпеза) est un village de Serbie situé dans la municipalité de Kuršumlija, district de Toplica. Au recensement de 2011, il comptait 22 habitants.

## Démographie
| 1948 | 1953 | 1961 | 1971 | 1981 | 1991 | 2002 | 2011 |
| ---- | ---- | ---- | ---- | ---- | ---- | ---- | ---- |
| 408  | 473  | 455  | 355  | 118  | 73   | 53   | 22   |

|  |